# Давід Мартін
Давід Мартін (нар. 8 березня 1929) — британський соціолог, член Британської академії, відомий своїми працями з соціології релігії, теорії секуляризації.

## Біографія
Давід Мартін народився в 1929 році в Лондоні, протягом 1940—1947 рр., навчався в East Sheen Grammar School, згодом відслужив на альтернативній військовій службі та в 1959 році заочно отримав вищу освіту з соціології. В 1964 році захистив ступінь Ph.D. з соціології, в Лондонській школі економіки, досліджуючи пацифізм. Після захисту залишився викладати в Лондонській школі економіки, і в 1971 році став професором. Подальша кар'єра пов'язана з такими закладами, як Південний методистський університет Далласа, Лондонський Кінгс колледж, також він є почесним професором у численних університетах у Великій Британії, США, Фінляндії, Японії та інших країнах. У 2013 році Д. Мартін із дружиною відвідав Росію та прочитав лекцію «Секуляризація, секуляризм і постсекулярне крізь призму відносин влади» у Вищий школі економіки (Москва), а також провів семінар для дослідницької групи проекту «Релігія, наука і суспільство» в Відділі зовнішніх церковних зв'язків РПЦ. Його дружина, Берніс Мартін (Томпсон), також займається соціологією релігії, спеціалізуючись на релігійних процесах у Латинській Америці.

## Теорія секуляризації
Мартін почав досліджувати термін «секуляризація» в 1960-ті роки і відразу дійшов висновку про надзвичайну проблематичність застосування цього терміна та навіть закликав відмовитися від його використання. Втім, він продовжив досліджувати процес секуляризації та намагався надалі просто врахувати вади теорії секуляризації, коригуючи її зміст. Першою великою його роботою, присвяченою секуляризації, була книга «Загальна теорія секуляризації». Д. Мартін стверджує, що класична теорія секуляризації не враховує культурного різноманіття, завдяки якому кожна культура на момент вирішального повороту до секулярності має унікальну ситуацію щодо цінностей, стану релігійності, історичного контексту тощо. Унаслідок цього не можна говорити про однаковий розвиток секуляризаційних процесів у різних культурах. Зокрема, автор виокремлює чотири типові способи секуляризації, які називає за культурними ареалами, де вони втілилися:
- англосаксонський (розмиті релігійні інституції та розмитий етос, підтримуються аморфні релігійні вірування),
- американський (сильні релігійні інституції, але розмитий етос, підтримуються аморфні релігійні вірування),
- французький — або латинський (міцні релігійні вірування, етос та інституції проти міцних секулярних вірувань, етосів та інституцій),
- російський (масивна ерозія релігійних вірувань, етосу та інституцій, які підтримуються в тих інституціях, що вижили).
В інших регіонах спосіб секуляризації зазвичай нагадує один з перерахованих чотирьох. У більш пізніх працях Мартін переосмислює теорію секуляризації, спираючись на свої багаторічні дослідження християнства, зокрема, п'ятидесятницького руху в Європі та Латинській Америці, а також переосмислюючи історію секуляризації в російському варіанті після падіння СРСР. Так, дослідник помічає, що сплеск пієтистського та п'ятидесятницького християнства корелює з важливою роллю нових християнських деномінацій у індустріальній революції ХІХ-ХХ століть, в екологічному русі та інших елементах процесу модернізації.
Мартін простежує певну діалектичність перебігу історичного процесу, коли більш інституціональні форми релігії змінюються неінституціональними та намаганням перенести релігійність до внутрішнього виміру (що можна простежити на євангелічному, п'ятидесятницькому, а також неоязичницькому рухах. Окрім того, в історії різних релігійних традицій є різні регіони, що секуляризуються з різним успіхом (наприклад, у християнській музиці не було такої секуляризації, як у філософії). Говорячи про теорію секуляризації, дослідник стверджує, що вона не могла не виникнути в соціології релігії, оскільки сама соціологія виникла як елемент модерної доби, і її завданням було віднайти зміни, що відбулися, в тому числі — в релігійній свідомості, з появою модерну. Давід Мартін наголошує, що теорія секуляризації є лише частиною соціологічного знання, яка стосується суспільних змін, і не слід намагатися взагалі відмовитися від цієї теорії, як тільки стала зрозумілою її неуніверсальність як загальної парадигми в соціології. Втім, визнаючи численні уточнення (наприклад, про діалектичність і неоднорідність процесу секуляризації, розбіжності перебігу цього процесу в різних суспільствах), використовувати концепт секуляризації цілком можливо. Наприклад, як пише сам Мартін, він досліджує секуляризаційні процеси, і релігію загалом, у контексті своїх політологічних і конфліктологічних студій, зокрема, у дослідженні революцій. Революції та релігійні війни як яскраві події дослідник вважає маркерами секуляризації, яку за такими важливими індикаторами і можна відстежувати в різних культурах. Саме на його теорію революцій іноді вказують як на важливе доповнення теорії секуляризації часів ранніх творів.